# Utéct
Utéct (v originále Flugt) je animovaný koprodukční dokumentární film z roku 2021, který natočil Jonas Poher Rasmussen. Zachycuje skutečný osud afghánského uprchlíka, který získal azyl v Evropě uvedením nepravdivých faktů a úspěšně si vybudoval nový život v Dánsku. Světová premiéra filmu byla původně plánovaná v květnu 2020 na filmovém festivalu v Cannes, ale musela být zrušena kvůli pandemii COVID-19. Film měl premiéru 28. ledna 2021 na filmovém festivalu Sundance a získal řadu mezinárodních filmových a festivalových cen. V roce 2022 byl nominován na Oscara ve třech kategoriích (nejlepší cizojazyčný film, nejlepší dokument a nejlepší celovečerní animovaný film).

## Děj
36letý Amin žije jako úspěšný vědec v Kodani. Je gay a plánuje se oženit se svým dlouholetým partnerem. Amin uprchl do Ruska z Afghánistánu jako dítě. V postkomunistické éře se tam pět let skrýval. V 16 letech se konečně dostal do bezpečí Dánska jako nezletilý bez doprovodu. Svůj skutečný životní příběh ale tajil celých 25 let. Krátce před svatbou Amin touží po poctivém životě. V tomto okamžiku vidí svou poslední šanci podat zprávu o své skutečné identitě, kterou před svým okolím tak dlouho skrýval. Rozhodne se svěřit svůj skutečný životní příběh Tobiasovi, blízkému příteli.

## Ocenění
Film získal několik mezinárodních filmových a festivalových cen, mj. hlavní cenu na Festivalu d'Animation Annecy a Sundance Film Festival a také tři Evropské filmové ceny.
V říjnu 2021 film zvítězil nad historickými dramaty Královna severu (Margrete den første, režie Charlotte Sieling) a Shadows in My Eyes (režie Ole Bornedal) a stal se dánským kandidátem na nejlepší cizojazyčný film na udílení cen Akademie. Následovaly tři nominace na Oscary.